# European Touring Car Cup 2008
European Touring Car Cup 2008 – czwarta edycja pucharu wyścigowego European Touring Car Cup. Składała  z pojedynczej rundzie na torze Salzburgring rozegranej 19 października. Po raz drugi podzielono samochody na trzy kategorie: Super 2000, Superprodukcyjną oraz Super 1600. Wygrali je odpowiednio Michel Nykjær, Fabio Fabiani oraz Ralf Martin.

## Lista startowa
| Zespół                           | Samochód               | Nr. | Kierowca             | Klasa |
| -------------------------------- | ---------------------- | --- | -------------------- | ----- |
| Chevrolet Motorsport Danmark     | Chevrolet Lacetti      | 1   | Michel Nykjær        | S2000 |
| Honda Racing                     | Honda Accord Euro R    | 2   | Tomas Engström       | S2000 |
| Flash Engineering                | BMW 320si              | 3   | Richard Göransson    | S2000 |
| Flash Engineering                | BMW 320si              | 9   | Jan Nilsson          | S2000 |
| Golden Motors                    | Honda Accord Euro R    | 4   | Aleksandr Lwow       | S2000 |
| Golden Motors                    | Honda Accord Euro R    | 5   | Andriej Smetskij     | S2000 |
| Liqui Moly Team Engstler         | BMW 320i               | 6   | Oleg Petrishin       | S2000 |
| Liqui Moly Team Engstler         | BMW 320si              | 11  | Franz Engstler       | S2000 |
| Liqui Moly Team Engstler         | BMW 320si              | 27  | César Campaniço      | S2000 |
| Sunred Motorsport Development    | SEAT León              | 7   | Oscar Nogués         | S2000 |
| Poulsen Motorsport               | BMW 320si              | 8   | Kristian Poulsen     | S2000 |
| Hartmann Honda Racing            | Honda Accord Euro R    | 11  | Jens Reno Møller     | S2000 |
| GTM Finland                      | BMW 320si              | 14  | Mikko Eskelinen      | S2000 |
| Kissling Motorsport              | Opel Astra GTC         | 15  | Wolfgang Treml       | S2000 |
| Yaco Racing                      | Toyota Auris           | 16  | Philip Geipel        | S2000 |
| Yaco Racing                      | Toyota Corolla T-Sport | 17  | Charlie Geipel       | S2000 |
| JH Motorsport                    | Honda Civic Type R     | 18  | Janis Horeliks       | S2000 |
| Saksa Auto AMK                   | BMW 320si              | 19  | Urmas Kitsing        | S2000 |
| Rikli Motorsport Equipe Bernoise | Honda Accord Euro R    | 20  | Peter Rikli          | S2000 |
| Sport-Garage                     | Ford Focus             | 21  | Siergiej Kryłow      | S2000 |
| Petrol GT Racing Team            | BMW 320si              | 22  | Georgi Tanew         | S2000 |
| Spice Racing Team                | Honda Integra Type-R   | 52  | Egons Lapins         | SPro  |
| Zaibelis                         | Honda Integra Type-R   | 53  | Paulius Krukauskas   | SPro  |
| F. Motorsport                    | BMW 320i               | 54  | Fabio Fabiani        | SPro  |
| F. Motorsport                    | BMW 320i               | 55  | Imerio Brigliadori   | SPro  |
| Aimol Racing                     | Opel Astra Coupé       | 56  | Dmitrij Dobrowolskij | SPro  |
| Sport-Garage                     | Volkswagen Golf IV     | 57  | Nikołaj Karamyszew   | SPro  |
| TLM Team Lauderbach Motorsport   | Ford Fiesta ST         | 72  | Ralf Martin          | S1600 |
| TLM Team Lauderbach Motorsport   | Ford Fiesta ST         | 75  | Andrij Kruglik       | S1600 |
| NK Racing Team                   | Ford Fiesta ST         | 73  | Carsten Seifert      | S1600 |
| Roscher Racing                   | Citroën C2 VTS         | 74  | Jens Löhnig          | S1600 |
| ETH Tuning                       | Peugeot 207 Sport      | 76  | Guido Thierfelder    | S1600 |
| Sport-Garage                     | Volkswagen Polo Gti    | 77  | Siergej Rijabow      | S1600 |

| Symbol | Klasa            |
| ------ | ---------------- |
| S2000  | Super 2000       |
| SPro   | Superprodukcyjna |
| S1600  | Super 1600       |

## Wyniki
| Legenda oznaczeń w tabelach wyników Wyświetl szablon na nowej stronie | Legenda oznaczeń w tabelach wyników Wyświetl szablon na nowej stronie                                                                     |
| Oznaczenie                                                            | Wyjaśnienie |
| --------------------------------------------------------------------- | --- |
| Złoty                                                                 | Zwycięzca lub mistrzostwo |
| Srebrny                                                               | 2. miejsce lub wicemistrzostwo |
| Brązowy                                                               | 3. miejsce lub II wicemistrzostwo |
| Zielony                                                               | Ukończył, punktował (w klasyfikacji generalnej, gdy zdobył co najmniej jeden punkt na przestrzeni sezonu, poza trzema powyższymi opcjami) |
| Niebieski                                                             | Ukończył, nie punktował (w klasyfikacji generalnej, gdy nie zdobył co najmniej jednego punktu na przestrzeni sezonu)                      |
| Czerwony                                                              | Nie zakwalifikował się (NZ) |
| Czerwony                                                              | Nie prekwalifikował się (NPK) |
| Różowy                                                                | Nie ukończył (NU) |
| Różowy                                                                | Niesklasyfikowany (NS) (w klasyfikacji generalnej, gdy nie został sklasyfikowany w żadnym wyścigu sezonu)                                 |
| Czarny                                                                | Zdyskwalifikowany (DK) |
| Czarny                                                                | Wykluczony (WYK/EX) |
| Biały                                                                 | Nie wystartował (NW) |
| Biały                                                                 | Kontuzjowany (K/INJ) |
| Biały                                                                 | Wyścig odwołany (OD/C) |
| Bez koloru                                                            | Został wycofany (WYC/WD) |
| Bez koloru                                                            | Nie przybył (NP/DNA) |
| Bez koloru                                                            | Nie brał udziału w treningach (NT/DNP) |
| Bez koloru                                                            | Nie został zgłoszony (–) |
| Pogrubienie                                                           | Start z pole position |
| Kursywa                                                               | Najszybsze okrążenie wyścigu |
| †                                                                     | Nie ukończył, ale jego rezultat został zaliczony ze względu na przejechanie więcej niż 90% dystansu wyścigu.                              |
| *                                                                     | Sezon w trakcie |
| 1/2/3                                                                 | Punktowana pozycja w sprincie kwalifikacyjnym                                                                                             |
| Lista systemów punktacji Formuły 1                                    | |

| Poz.             | Kierowca             | SAL        | SAL        | Pkt.       |
| Super 2000       | Super 2000           | Super 2000 | Super 2000 | Super 2000 |
| ---------------- | -------------------- | ---------- | ---------- | ---------- |
| 1                | Michel Nykjær        | 1          | 2          | 18         |
| 2                | Oscar Nogués         | 3          | 1          | 16         |
| 3                | Richard Göransson    | 2          | 3          | 14         |
| 4                | César Campaniço      | 5          | 7          | 6          |
| 5                | Jens Reno Møller     | 6          | 6          | 6          |
| 6                | Kristian Poulsen     | 4          | 18         | 5          |
| 7                | Franz Engstler       | NS         | 4          | 5          |
| 8                | Tomas Engström       | NU         | 5          | 4          |
| 9                | Mikko Eskelinen      | 7          | 8          | 3          |
| 10               | Jan Nilsson          | 8          | NU         | 1          |
| 11               | Georgi Tanew         | 9          | NU         | 0          |
| 12               | Wolfgang Treml       | 15         | 9          | 0          |
| 13               | Alexander Lwow       | 10         | 11         | 0          |
| 14               | Oleg Petrishin       | 16         | 10         | 0          |
| 15               | Charlie Geipel       | 11         | NU         | 0          |
| 16               | Peter Rikli          | 12         | 19         | 0          |
| 17               | Andriel Smetskij     | 13         | 12         | 0          |
| 18               | Urmas Kitsing        | 14         | NU         | 0          |
| 19               | Janis Horeliks       | NU         | NW         | 0          |
| 20               | Philip Geipel        | NW         | NU         | 0          |
| Super Production |                      |            |            |            |
| 1                | Fabio Fabiani        | 17         | 13         | 20         |
| 2                | Nikołaj Karamyszew   | 18         | 17         | 16         |
| 3                | Egons Lapins         | 23         | 21         | 12         |
| -                | Dmitrij Dobrowolskij | NW         | NW         | 0          |
| Super 1600       |                      |            |            |            |
| 1                | Ralf Martin          | 19         | 14         | 20         |
| 2                | Carsten Seifert      | 21         | 15         | 14         |
| 3                | Andrij Kruglik       | 20         | 16         | 14         |
| 4                | Siergiej Rjabow      | 22         | 20         | 10         |
| 5                | Guido Thierfelder    | 24         | 22         | 8          |
| 6                | Jens Löhnig          | NU         | NU         | 0          |
| Poz.             | Kierowca             | SAL        | SAL        | Pkt.       |